# Luz (Mourão)
Luz es una freguesia portuguesa del concelho de Mourão, con 50,90 km² de superficie y 373 habitantes (2001). Su densidad de población es de 7,3 hab/km².